# جوز (الیگودرز)
جوز، روستایی از توابع بخش بربرود شرقی شهرستان الیگودرز در استان لرستان ایران است. مکان های تاریخی حمام خزانه ای روستای جوز 
قبرستان ارامنه

## جمعیت
این روستا در دهستان بربرود شرقی قرار دارد و براساس سرشماری مرکز آمار ایران در سال ۱۳۸۵، جمعیت آن ۳۵۵ نفر (۷۶خانوار) بوده‌است.